# Derek McNally
Pour les articles homonymes, voir McNally.
Derek McNally, né en 1934 à Belfast et mort en 2020, est un astronome britannique, secrétaire général de l'Union astronomique internationale de 1988 à 1991.